# Bentley Speed 8
Vous lisez un « bon article » labellisé en 2017.
Chronologie des modèles (2001 - 2003)
Bentley Speed Six
La Bentley Speed 8 (née Bentley EXP Speed 8 en 2001, parfois orthographiée Bentley EXP-8, pour expérimentale et 8 cylindres) est une voiture de course fabriquée par Bentley Motors et sa filiale sportive Team Bentley pour être homologuée dans la catégorie LM GTP de l'Automobile Club de l'Ouest (ACO). Le projet naît dans un contexte de rachat de Bentley par le groupe Volkswagen. Voyant le succès de l'engagement d'Audi en endurance et constatant que l'image sportive de la marque anglaise se ternit au fil des années, les dirigeants de Bentley persuadent le groupe d'engager frontalement les deux constructeurs aux 24 Heures du Mans. L'étude de la voiture est basée sur l'Audi R8C qui a participé aux 24 Heures du Mans 1999. Au début du développement, la Bentley est équipée d'organes mécaniques (moteur et transmission) provenant de l'Audi R8, sa principale rivale.
Dès 2001, le Team Bentley engage deux Bentley Speed 8 aux 24 Heures du Mans. La prestation du constructeur britannique se solde par une troisième place pour la no 8 et un abandon pour la no 7. En 2002, Bentley conçoit un nouveau moteur, doté d'une cylindrée plus élevée. Mais l'unique Bentley Speed 8 engagée est dominée par les Audi R8 qui s'imposent à nouveau dans la Sarthe, réalisant un triplé. La Bentley ne peut faire mieux que quatrième. L'année suivante, le Team Bentley effectue de nombreuses modifications aérodynamiques. En préparation des 24 Heures, l'écurie participe aux 12 Heures de Sebring, où les deux Bentley terminent troisième et quatrième. En juin, lors des 24 Heures du Mans, les Bentley sont bien plus performantes que lors des deux éditions précédentes, avec des temps au tour plus rapides de près de quatre secondes. Les Audi semi-privées peinent à suivre le rythme et ne peuvent empêcher le doublé des Speed 8.

## Genèse du projet

### Vers l'engagement de deux constructeurs au sein du même groupe
En 1998, la marque Bentley Motors est rachetée par le groupe Volkswagen. Deux ans plus tard, malgré de bons résultats et un chiffre d'affaires en hausse de près de 40% par rapport à 1999, la marque britannique voit d'un mauvais œil l'engagement d'Audi (racheté en 1964 par Volkswagen) en compétition par le groupe Volkswagen. En 2000, l'engagement d'Audi en endurance commence à ternir l'image sportive de Bentley,. Alors que les Audi R8 réalisent un triplé historique aux 24 Heures du Mans, le lancement d'un programme sportif à haut niveau de Bentley paraît illusoire. En effet, les dirigeants de Volkswagen semblent hostiles à une confrontation des deux constructeurs au sein du groupe. Mais rapidement, les dirigeants de Bentley réussissent à convaincre le groupe.

### Création du prototype
Pour la conception de la Speed 8, Bentley fait appel à Peter Elleray,. L'ingénieur britannique, qui a commencé sa carrière en sport automobile en 1982 au sein de l'écurie Tyrrell, est engagé par Bentley après les 24 Heures du Mans 1999. Il commence l'étude de la voiture autour du moteur et de la boîte de vitesses Xtrac. Le Britannique s'inspire de la Peugeot 905, gagnante des 24 Heures du Mans 1992 et 1993. Mais c'est en réalité de l'Audi R8C, également conçue par Elleray, que les ingénieurs britanniques s'inspirent le plus,. Elleray ayant fait le choix d'un prototype à cockpit fermé, la voiture est donc homologuée pour courir dans la catégorie LM GTP,,.
La Bentley Speed 8 est assemblée chez Racing Technology à Norfolk. Les essais aérodynamiques de la voiture sont réalisés à Emmen en Suisse, au mois de septembre 1999.
Fin octobre 2000, deux journées de roulage sont organisées sur le circuit de Snetterton. James Weaver est le premier pilote à tester la Bentley EXP Speed 8. Le Britannique réalise des temps au tour plus rapides de cinq secondes par rapport à ce qu'il avait accompli à bord de l'Audi R8C quelque temps plus tôt. Tony Gott, le président de Bentley, est impressionné et donne son accord pour la poursuite du projet.

### Aspects techniques
La Bentley Speed 8 est dotée du moteur V8 essence bi-turbo de 3,6 litres de cylindrée, identique à celui de l'Audi R8. Il est ensuite porté à 4 litres, soit le maximum réglementaire, en 2003. Outre son bloc en aluminium, les quatre soupapes par cylindre et le double arbre à cames en tête, sa particularité réside dans la technologie d'injection directe, encore nouvelle à cette époque,,. Il développe une puissance maximale d'environ 615 ch à 8 050 tr/min et un couple maximum de 1 100 N m à 3 500 tr/min. L'admission du moteur est munie d'une bride de 30,7 mm de diamètre, imposée par l'ACO. Elle permet de contrôler la pression de suralimentation à un maximum de 1,87 bar.

## Histoire en compétition

### Un podium dès le premier engagement aux 24 Heures du Mans face à Audi (2001)
Aux 24 Heures du Mans 2001, la Bentley no 7 est pilotée par Martin Brundle, Stéphane Ortelli et Guy Smith et la no 8 par Andy Wallace, Butch Leitzinger et Eric van de Poele.
Les Bentley Speed 8 se rendent pour la première fois sur le circuit de la Sarthe le 6 mai à l'occasion des essais préliminaires. La meilleure d'entre elles tourne en 3 min 34 s 050, ce qui la situe à la troisième place du classement général, derrière deux Audi R8, dont celle pilotée par Tom Kristensen, qui signe un temps en 3 min 32 s 742 et par conséquent, occupe la première place du classement.

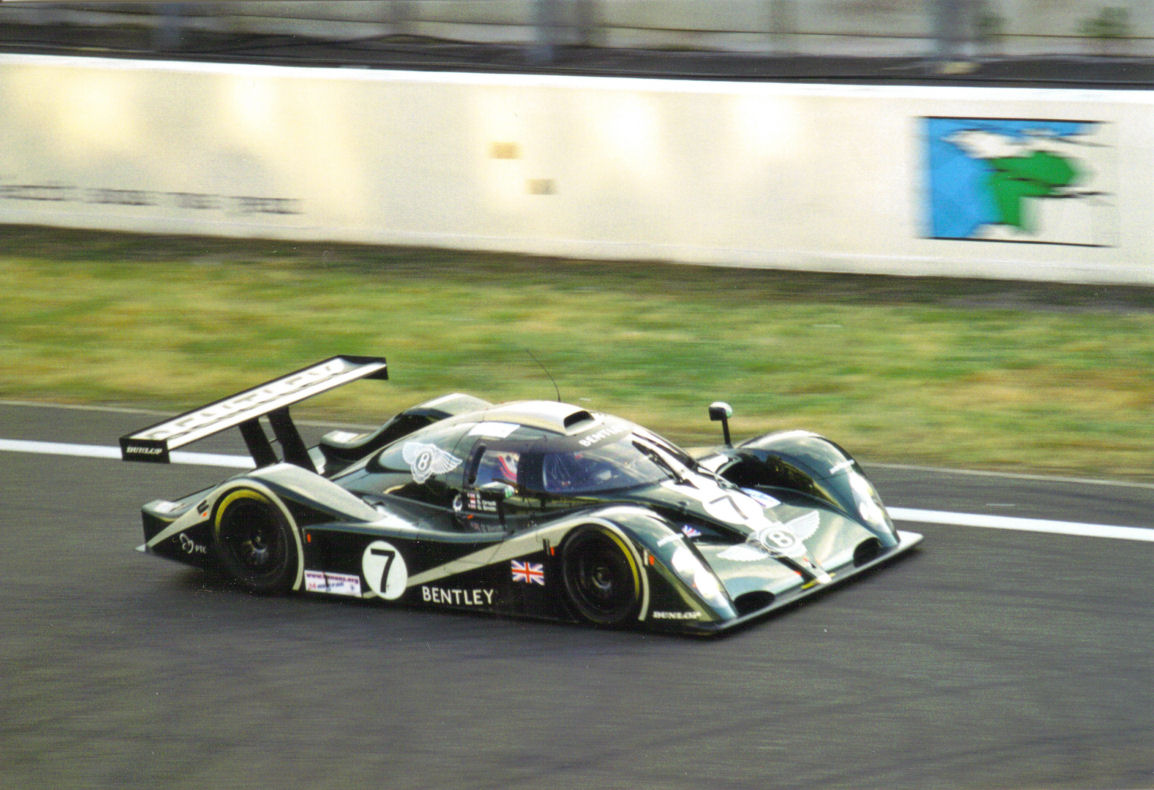
Victime d'un début d'incendie, la Bentley Speed 8 no 7 ne passe pas la nuit.

Les Bentley no 7 et no 8 se qualifient respectivement en septième et neuvième position sur la grille. Le lendemain, en course, environ douze minutes après le départ et alors que le soleil brille encore sur certaines parties de la piste, une pluie intense s’abat sur le circuit de la Sarthe. Sous le déluge, de nombreux pilotes partent à la faute. L'Audi de Champion Racing doit s'arrêter à son stand pour changer de capot ; elle perd deux minutes. Quant à l'Audi no 4 de Johansson Motorsport, ce sont treize minutes qu'elle perd.
Durant la neutralisation, après vingt-huit minutes de compétition, l'Audi no 2 rencontre un problème de suspension, rentre aux stands et quitte les avant-postes, tandis que la Dome S101 de Jan Lammers s'arrête également pour changer de pneumatiques, laissant la Bentley no 7, pilotée par Martin Brundle, s'emparer de la tête de la course devant l'Audi no 1. À 16 h 44, la course reprend sur piste sèche, la Bentley s'arrête pour remettre des pneumatiques adaptés et c'est la Panoz LMP07 no 11, qui mène la course pendant quelques instants. À la fin de la première heure, la Bentley no 7 est toujours en tête. Un duel s'engage alors entre elle et l'Audi R8 no 1 rescapée. Après s'être échangées les positions à deux reprises, l'Audi prend l'avantage peu avant la fin de la deuxième heure.
Mais à 20 h 40, peu avant le coucher du soleil, Guy Smith, à bord de la no 7, est victime d'un problème sur sa boîte de vitesses. Il s'arrête au virage d'Arnage. Il tente de repartir à l'aide du démarreur, mais ce dernier surchauffe, provoquant un début d'incendie. La Bentley no 7 abandonne l'épreuve, après avoir parcouru cinquante-six tours.
Après le début de la nuit, l'Audi de Champion Racing abandonne sur un problème de transmission, incident qui profite à la Bentley no 8, puisqu'elle reprend la troisième place du classement général. Les deux Audi officielles occupent à ce moment-là les deux premières places. Mais, peu avant minuit, la Bentley est contrainte de s'arrêter à son stand, le boitier électronique qui gère la boite de vitesses est en cause. Elle perd sa troisième place au profit de la Chrysler LMP no 15 et de la Courage C60 no 17. Mais à minuit passé, c'est au tour de la Courage de regagner son stand pour changer de boîte de vitesses, perdant vingt-cinq minutes dans l'affaire. À 2 h 30 du matin, la Chrysler abandonne sur casse moteur et la Bentley récupère sa position.
Malgré la pluie et le problème de boîte de vitesses rencontré sur l'Audi no 1 à midi et demi, la Bentley rescapée ne peut enrayer la marche du constructeur allemand qui réalise un doublé. La Bentley est reléguée à quinze tours du deuxième et à seize tours du vainqueur,,. La meilleure des deux Bentley (no 8) a signé son meilleur tour en course en 3 min 42 s 713, ce qui la situe à un peu moins de trois secondes du meilleur chrono de l'Audi R8.

### Deuxième participation plus compliquée face à Audi (2002)

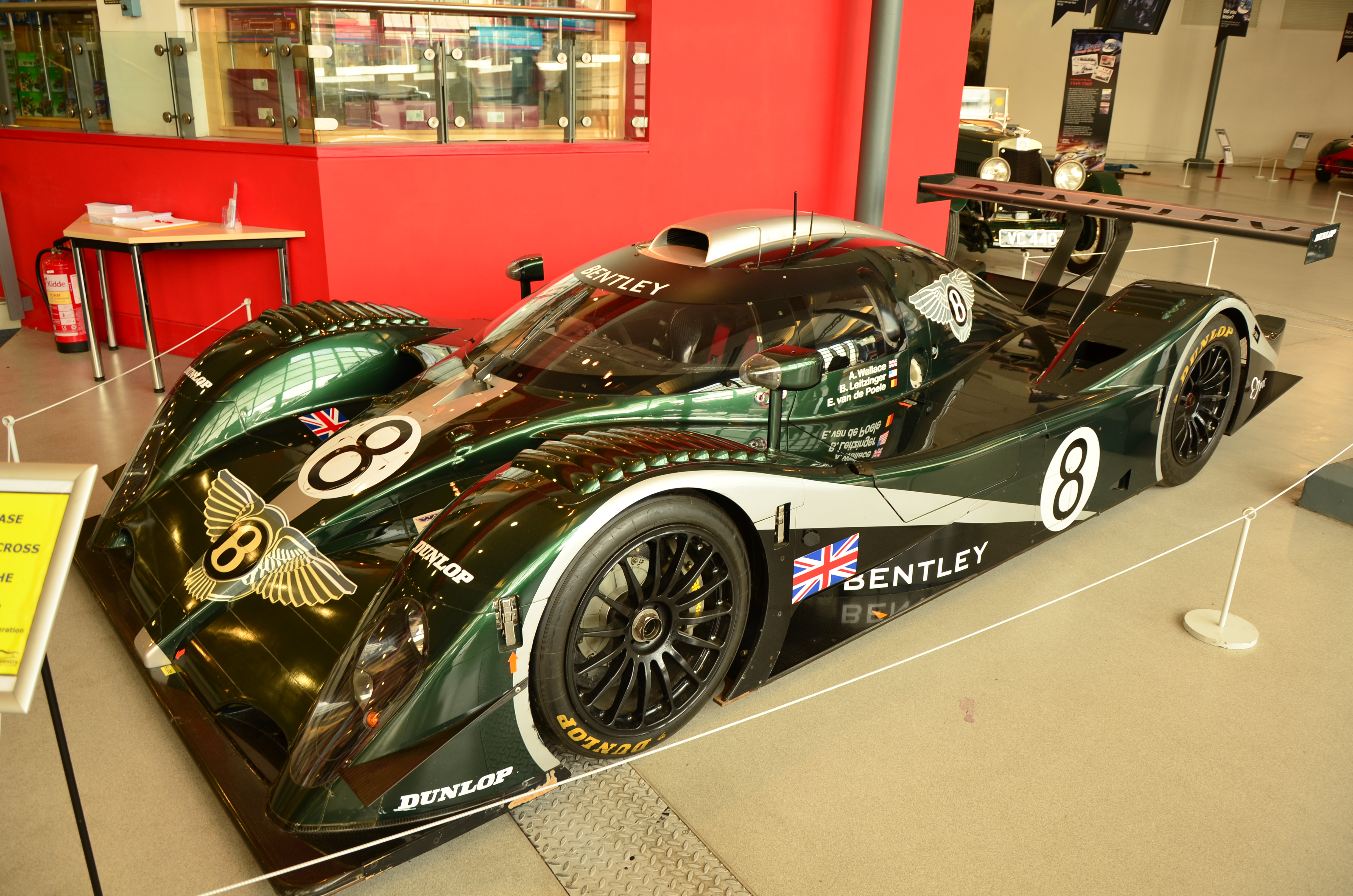
L'unique Bentley Speed 8 engagée en 2002, exposée au Coventry Motor Museum.

Pendant l'intersaison, le moteur Audi de la Bentley est remplacé par un moteur conçu par la firme britannique ; sa cylindrée passe de 3 596  à   3 995 cm3 et une seule voiture est au départ des 24 Heures du Mans. Elle est pilotée par Andy Wallace, Eric van de Poele et Butch Leitzinger. Partie onzième sur la grille,, la Bentley est, dès le départ, au coude-à-coude avec les voitures de l'écurie Oreca, les Cadillac Northstar LMP-02, ainsi que les MG. Une heure après le début de course, la Bentley est bien remontée et se retrouve en quatrième position du classement général, derrière l'Audi du Team Goh et les deux Audi du constructeur, respectivement la no 1 et la no 2, pilotée par Johnny Herbert.
Entre 17 h et 18 h, la Bentley rencontre une panne sur le compresseur et une intervention rapide dans les stands est effectuée pour le changer.
La Bentley ne parvient pas à suivre le rythme des Audi. À la quatrième heure, elle se retrouve engluée à la onzième place et est en lutte avec la Cadillac no 7. Dans l'heure suivante, Andy Wallace, alors en huitième position, améliore le meilleur tour en course de la voiture en 3 min 41 s 994.
Peu avant 22 h, alors que l'Audi de Team Goh est victime d'une fuite d'eau au sein de son système de refroidissement, la Dallara SP1/Oreca de Stéphane Sarrazin s'empare de la sixième place, mais la Bentley est en embuscade à deux secondes.
Vers minuit, la MG-Lola EX257 no 26, qui constitue la menace la plus sérieuse pour les Audi, s'arrête au niveau de la courbe Dunlop. Warren Hughes tente de repartir, mais sa tentative est vaine car la transmission est définitivement défaillante. La Bentley se hisse désormais en quatrième position derrière les trois Audi officielles. Malgré une crevaison qui fait perdre deux tours et la deuxième place à Johnny Herbert sur l'Audi no 2 et un tableau de bord défaillant sur la no 3, les voitures du constructeur allemand semblent intouchables à la régulière ; la Bentley étant maintenant à quatre tours du premier.
Au cœur de la nuit, la Bentley effectue une sortie de piste, sans conséquence. Plus tard, alors que le soleil se lève, la Bentley est toujours en quatrième position, un tour devant la Cadillac no 6. Mais le prototype britannique est signalé arrêté au virage de Mulsanne. Un arrêt finalement sans gravité puisque le pilote redémarre et reprend sa course. Mais à 7 h du matin, la Cadillac est revenue à une minute de la Bentley, qui affiche désormais un retard de huit tours sur le premier de la course. À bord de la Cadillac, Christophe Tinseau est sur le point de dépasser la Bentley, mais alors qu'il arrive au niveau du virage d'Indianapolis, son pneu arrière droit éclate à près de 300 km/h. Le Français n'a pas d'autre choix que de rentrer aux stands pour réparer la carrosserie très endommagée de sa voiture.
Dans la matinée, les Audi sont retardées par divers problèmes : crevaison (Audi no 2), problème de démarreur (Audi no 1 et no 3). Mais les Audi de Marco Werner et Tom Kristensen enchaînent les tours rapides, améliorant chacune le meilleur tour en course. L'écart grandit avec la Bentley qui pointe désormais à dix tours, précédant de deux tours les Dallara no 14 et no 15,.
La Bentley connaît une fin de course sans encombre, ce qui lui permet de franchir la ligne d'arrivée au quatrième rang. La présence d'une troisième Audi engagée par Audi Sport semble avoir compliqué la tâche de l'équipe britannique qui ne peut faire mieux que l'année précédente,,.

### Préparation à Sebring et doublé aux 24 Heures du Mans (2003)

#### Un prototype évolué

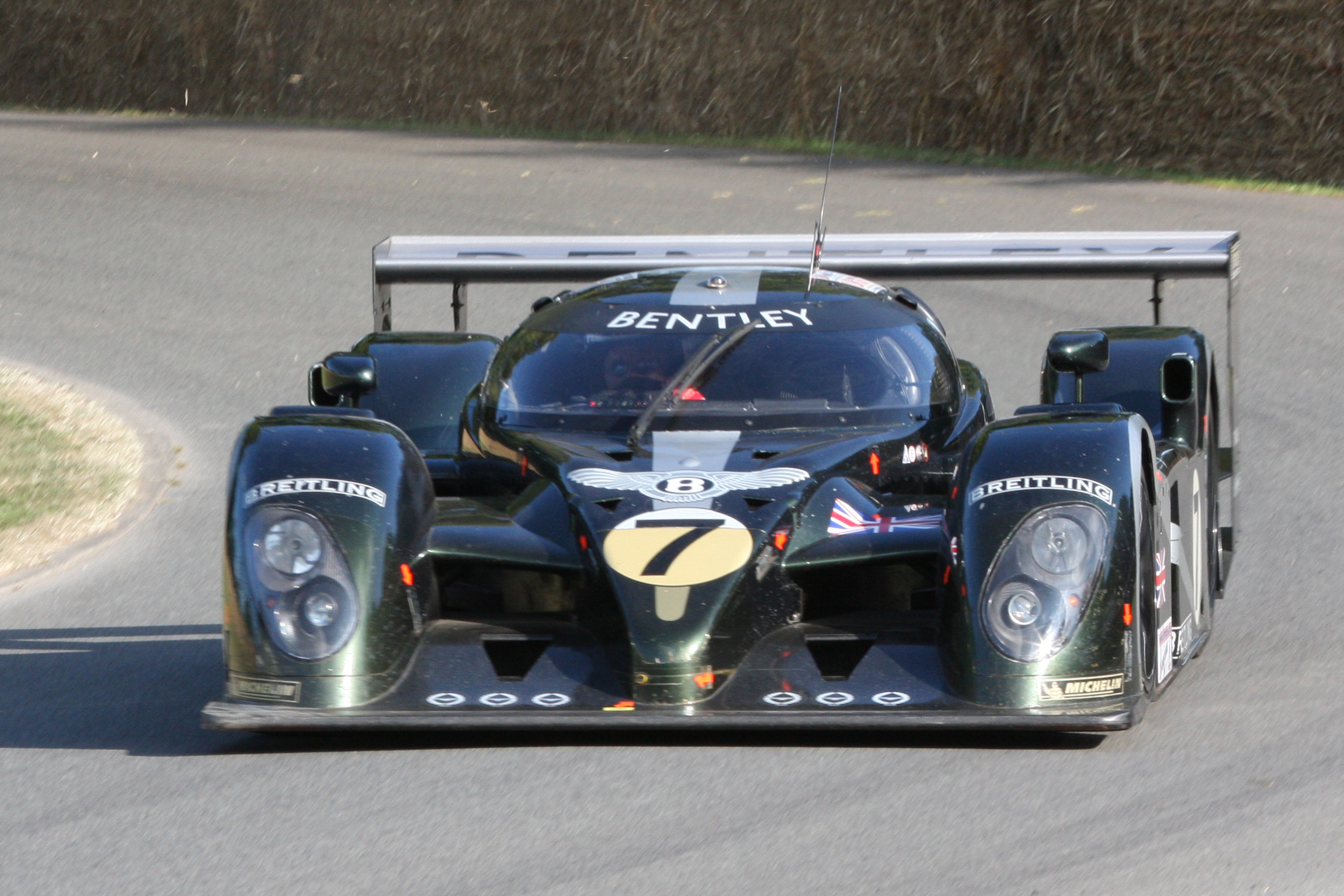
La configuration aérodynamique de la Bentley Speed 8 de 2003 (ici la no 7 gagnante lors du festival de vitesse de Goodwood en 2009) est très différente des deux versions précédentes.

À la fin de la saison 2002, l'écurie Audi Sport se retire de la compétition. Ce retrait a pour objectif de concentrer tous les efforts du groupe Volkswagen sur le programme sportif de Bentley,. Les Audi R8 sont dorénavant engagées par des écuries privées comme le Joest Racing, Champion Racing, Team Goh et Arena International. Pour ces derniers, le constructeur d'Ingolstadt maintient malgré tout un soutien technique, notamment avec la fourniture de nouvelles Audi R8 adaptées aux spécificités réglementaires de l'année 2003. Pour faciliter la victoire de Bentley au Mans, l'écurie Joest Racing se concentre sur le championnat American Le Mans Series.
Après deux années d'apprentissage, la Bentley Speed 8 évolue considérablement. Les ingénieurs conçoivent une carrosserie dotée d'une surface moins grande, de manière à améliorer l'écoulement du flux d'air à l'arrière. Sur la version précédente, le système de refroidissement était légèrement surdimensionné, ce qui obstrue quelque peu la pénétration dans l'air de la voiture. Pour les ingénieurs de Bentley, la charge aérodynamique de l'auto a augmenté sans que la traînée soit accentuée. En outre, l'habitacle de la voiture est plus spacieux et la prise d'air présente sur toit des versions précédentes est supprimée. Elle se trouve désormais au niveau des suspensions avant, près du capot, lequel est totalement transformé : il apparaît nettement plus tronqué,. De plus, des points d'ancrages sur la boîte de vitesses et sur le châssis sont repensés. Par ailleurs, les Bentley Speed 8 sont désormais chaussées de pneumatiques Michelin en lieu et place des Dunlop.

#### Préparation à Sebring et nouvelle défaite face à Audi
Avant les 24 Heures du Mans, Bentley souhaite participer aux 12 Heures de Sebring dans l'objectif de pouvoir affronter les Audi R8 en course. À Sebring comme au Mans, Audi Sport prête ses pilotes. La Bentley no 7 est confiée à Rinaldo Capello, Tom Kristensen et Guy Smith ; la no 8 à Mark Blundel, David Brabham et Johnny Herbert,.
Un jour avant la course, lors des qualifications, les Bentley s'octroient la première ligne sur la grille. Herbert signe la pole devant Capello qui échoue à seulement vingt-et-un millièmes de seconde. La première Audi, pilotée par Frank Biela, n'est cependant qu'à sept dixièmes de la deuxième position. Le lendemain, les commissaires sportifs relèguent les deux Bentley Speed 8 en fond de grille, en raison d'un extracteur d'air non conforme.
En course, les deux Bentley remontent le peloton de voitures qui les sépare des Audi. Si les performances des Bentley sont rigoureusement identiques à celles des Audi, leur handicap du départ les empêchent de lutter pour la victoire. Mais en fin de course, l'Audi no 9 rencontre un problème de boîte de vitesses qui occasionne le changement complet du train arrière de la voiture. Elle perd environ dix tours, ce qui profite aux deux Bentley.
À l'arrivée, les Bentley no 7 et no 8 se classent respectivement quatrième et troisième, à un tour d'intervalle, tout en concédant quatre et cinq tours à l'Audi vainqueur, et ce, sans jamais avoir occupé une meilleure place durant l'épreuve. De plus, malgré des performances en hausse, les britanniques constatent que la Bentley consomme plus de carburant que l'Audi et, par conséquent, doit s'arrêter plus souvent aux stands pour ravitailler.

#### Domination et doublé face à Audi au Mans
Lors des 24 Heures du Mans, la Bentley no 8 est la plus véloce durant les qualifications ; la no 7 est reléguée à près de deux secondes et la meilleure des Audi R8, celle de Frank Biela, Perry McCarthy et Mika Salo, à près de trois secondes.
En course, les deux Bentley sont régulières. Pendant la troisième heure, l'Audi no 10, pilotée par Biela, subit une panne d'essence et doit renoncer. Si les deux autres Audi parviennent à prendre les places d'honneurs au détriment de la Dome S101 de Jan Lammers, elles ne sont jamais en mesure de rivaliser en matière de performance pure. De plus, les arrêts aux stands et les changements de pilote, habituellement plus rapides sur la voiture allemande, ne sont plus aussi efficaces par rapport à la Bentley. Bien que partie de la pole position, la Bentley no 8 ne mène que six tours et la no 7 s'impose après avoir bouclé 377 tours de piste,,.
Le constructeur britannique signe un doublé et un sixième succès dans la Sarthe, le dernier remontant à 1930, lorsque deux Speed Six avaient également réalisé un doublé,. Le Danois Tom Kristensen remporte son quatrième succès dans la Sarthe. En revanche, c'est une première victoire pour Guy Smith et Rinaldo Capello,.

## Fin du programme
Le programme, dont la durée originelle est de trois ans, est arrêté. Pour Brian Gush, le directeur des activités sportives de Bentley, la victoire au 24 Heures du Mans signifie que la Bentley Speed 8 ne sera plus engagée en compétition à l'avenir : « Nous avions prévu un programme sur trois ans, où nous devions gagner en 2003. L'objectif a été atteint, et notre mission est terminée ».

## Épilogue
Après la victoire aux 24 Heures du Mans, les Bentley Speed 8 sont très souvent exhibées dans différents salons et événements. L'une d'entre elles est ainsi exposée au musée des 24 Heures du Mans.
En 2007, lors d'un meeting historique à Road America, le châssis 002-3 ayant pris la troisième place des 24 Heures du Mans 2001 reprend la piste.
En 2009, lors du festival de vitesse de Goodwood, le pilote Derek Bell prend le volant d'une Bentley Speed 8. Au mois d'août, le Bentley Drivers Club organise un événement de voitures historiques sur le circuit de Silverstone où la Bentley gagnante des 24 Heures du Mans 2003 est présente,.
En 2010, dans le cadre du Techno-Classica, un salon d'automobile historique organisé à Essen, la Bentley Speed 8 vainqueur de l'édition 2003 des 24 Heures du Mans y est exposée, puis l'année suivante, c'est au Stade de France qu'elle est exposée, à l'occasion du Trophée Andros.
En août 2012, lors du Chelsea AutoLegends, au moins deux châssis sont exposés. Le même mois, à Monterey, en Californie, une vente aux enchères est organisée. Le châssis 002-3, dont RM Auctions est propriétaire, est mis en vente pour un prix compris entre 1 900 000  et   2 500 000 $. En fin d'année, à l'occasion du quatre-vingt-dixième anniversaire des 24 Heures du Mans, un vote est organisé sur Internet pour élire la voiture la plus emblématique de chaque décennie aux 24 Heures du Mans. Dans la catégorie « années 2000 », la Bentley est en concurrence avec l'Audi R10 TDI et la Peugeot 908 HDi FAP. Elle échoue face à l'Audi R10 TDI.
En mars 2013, lors du lancement de la Bentley Continental GT Speed qui a lieu à Zhuhai en Chine, la Bentley victorieuse est exposée avec Derek Bell en tête d'affiche. Au début de l'été, au festival de vitesse de Goodwood, les deux châssis ayant réalisé le doublé aux 24 Heures du Mans sont pilotés Derek Bell et Guy Smith. Plus tôt dans l'année, le châssis victorieux est exposé dans le hall du Bentley Essex aux côtés de la Bentley Continental GT3.
En 2017, la Bentley victorieuse, désormais évaluée à près de onze millions d'euros, est une nouvelle fois présente à l'occasion de nombreux événements, tels que Goodwood (présentation statique seulement), à Race Retro (pilotée par Tom Kristensen) et en marge du Grand Prix d'Autriche, où elle roule aux mains de Guy Smith avec neuf autres voitures ayant participé aux 24 Heures du Mans,,,,,.

## Résultats en compétition

### Résultats détaillés
| Année | Numéro | Pilotes                                         | Nombre de tours effectués | Meilleur tour  | Temps de course total | Résultat                    |
| 2001  | 7      | Martin Brundle Stéphane Ortelli Guy Smith       | 56                        | 3 min 43 s 075 | 4 h 36 min 10 s 063   | abandon (boîte de vitesses) |
| 2001  | 8      | Andy Wallace Butch Leitzinger Eric van de Poele | 306                       | 3 min 42 s 713 | 24 h 8 min 6 s 108    | 3e                          |
| 2002  | 8      | Andy Wallace Butch Leitzinger Eric van de Poele | 362                       | 3 min 39 s 484 | 24 h 4 min 9 s 753    | 4e                          |
| 2003  | 7      | Rinaldo Capello Tom Kristensen Guy Smith        | 377                       | 3 min 36 s 135 | 24 h 0 min 40 s 928   | Vainqueur                   |
| 2003  | 8      | Mark Blundell David Brabham Johnny Herbert      | 375                       | 3 min 35 s 529 | 24 h 3 min 47 s 126   | 2e                          |

| Année | Numéro | Pilotes                                    | Nombre de tours effectués | Meilleur tour  | Temps de course total | Résultat |
| 2003  | 7      | Rinaldo Capello Tom Kristensen Guy Smith   | 362                       | 1 min 49 s 521 | 12 h 1 min 52 s 388   | 4e       |
| 2003  | 8      | Mark Blundell David Brabham Johnny Herbert | 363                       | 1 min 49 s 746 | 12 h 0 min 58 s 712   | 3e       |

### Résultats synthétiques
| Saison | Écurie       | Moteur                    | Pneus    | Numéro | Courses | Courses | Courses | Courses | Courses | Courses | Courses | Courses | Courses | Points inscrits | Classement |
| Saison | Écurie       | Moteur                    | Pneus    | Numéro | 1       | 2       | 3       | 4       | 5       | 6       | 7       | 8       | 9       | Points inscrits | Classement |
| 2003   | Team Bentley | Bentley V8 turbocompressé | Michelin |        | SEB     | ATL     | SON     | TRO     | MOS     | ROA     | MON     | GPA     | PLM     |                 | 7e         |
| 2003   | Team Bentley | Bentley V8 turbocompressé | Michelin | 7      | 4e      |         |         |         |         |         |         |         |         | 16              | 7e         |
| 2003   | Team Bentley | Bentley V8 turbocompressé | Michelin | 8      | 3e      |         |         |         |         |         |         |         |         | 19              | 7e         |

Légende : ici 